# Stary cmentarz żydowski w Orli
Stary cmentarz żydowski w Orli – kirkut służący niegdyś żydowskiej społeczności Orli. Powstał w XVIII wieku i mieścił się obok miejscowej synagogi. Na początku XIX wieku zapełnił się i jego funkcje przejął nowy cmentarz. Został zniszczony w czasie wojny, a po wojnie teren pozbawiony macew został zabudowany. Miał powierzchnię około 0,4 ha. Obecnie brak jakichkolwiek śladów po cmentarzu.